# Colocleora pulverosa
Colocleora pulverosa là một loài bướm đêm trong họ Geometridae.